# Crytea gabelincola
Crytea gabelincola là một loài tò vò trong họ Ichneumonidae.